# Фергюсон, Эверетт
Э́веретт Фе́ргюсон (англ. Everett Ferguson, род. 18 февраля 1933, США) — американский историк религии. Почётный профессор Абилинского христианского университета (англ. Residence at Abilene Christian University) в г. Абилин, штат Техас. Является автором многочисленных книг по исследованию раннего христианства. Ранее работал соредактором «Журнала исследований раннего христианства» (англ. Journal of Early Christian Studies).

## Ранний период жизни и образование
В середине 1950-х годов он получил основное высшее образование с дипломом бакалавра и свой первый диплом магистра в Абилинском христианском университете. Сразу после этого он поступил в Гарвардский университет, где получил степень бакалавра священной теологии, а затем докторскую степень «с отличием» по истории и философии религии.

## Награды и почетные звания
За время обучения получил такие звания, как Почётный член Братства Джона Гарварда и Братства гарвардской магистратуры (англ. Honorary John Harvard Fellowship and Harvard Graduate School Fellowship). Позднее он получил награды от Фонда христианских изысканий за свою диссертацию «Рукоположение в Древней Церкви» и за перевод труда Григория Нисского «Жизнь Моисея». Он получил премию Джона Дж. Гамми за выдающиеся успехи в богословии (англ. John G. Gammie Distinguished Scholar Award) и был основным докладчиком в Юго-Западной религиоведческой комиссии (англ. Southwest Commission for Religious Studies). Позднее ему презентовали юбилейный сборник «Ранняя церковь в ее контексте: очерки в честь Эверетта Фергюсона».

## Членство в сообществах
Был членом совета Международной ассоциации патрологии (фр. Association Internationale D'Etudes Patristiques), которая стремится содействовать изучению христианской древности, в особенности трудов отцов Церкви, без ущерба для работы, проводимой в этой области в разных странах. В течение одного срока он состоял в Совете Американского общества церковной истории (англ. American Society of Church History), а также был президентом Североамериканского общества патристики (англ. North American Patristics Society) в 1990-1992 годах, от которого получил награду «За выдающиеся заслуги» за более чем тридцать лет службы.